# 海波因特鎮區 (堪薩斯州內斯縣)
海波因特鎮區（英語：Highpoint Township）為美國堪薩斯州內斯縣轄下的鎮區。2010年美国人口普查中該鎮區人口有64人。

## 地理
海波因特鎮區涵蓋總面積為312.6平方（120.7平方英里），其中312.36平方（120.60平方英里）為陸地，0.24平方（0.093平方英里）或0.08%為水域。海拔高度679（2,228英尺）。

## 人口統計
根據2010年美國人口普查，海波因特鎮區人口有64人，住房38戶，人口密度為0.2人/每平方公里。此鎮區居民之種族中，白人有63人，非裔美國人有0人，美洲原住民有0人，亞裔美國人有0人，太平洋島裔美國人有0人，其他種族有1人，混血種族則有0人。此外此鎮區有1人為西班牙裔或拉丁裔美國人。